# ルリザンヌ県
ルリザンヌ県（アラビア語: ولاية غليزان Relizane）は、アルジェリアの県（ウィラーヤ）。県都はルリザンヌ。その他の都市にベンダウード、ブゼグザ、ハムリ、カラー、マズナ、ゼムラなどがある。レリザネ県とも表記される。
13の地区（ダイラ）と38のコミューンからなる。